# Rhadinomaeus rufipes
Rhadinomaeus rufipes är en skalbaggsart som först beskrevs av Olof Immanuel von Fåhraeus 1872.  Rhadinomaeus rufipes ingår i släktet Rhadinomaeus och familjen långhorningar.
Artens utbredningsområde är Botswana. Inga underarter finns listade i Catalogue of Life.